# 稻叶四郎
稻叶四郎（1885年—1948年3月13日），大日本帝国陆军中将，参加过淞沪会战、南京战役、武汉会战、第一次长沙会战，其指挥的军队多次被侵华日军当做主力部队使用。

## 生平
1909年12月25日，稻叶四郎考入陆军大学校第24期，土肥原贤二和谷寿夫是他的同窗。
1937年8月2日，稻叶四郎晋升陆军中将，并在4个月后接替谷寿夫成为第6师团师团长，参与了南京大屠杀。1938年6月，日军大本营把第6师团划分到了第11军。在武汉会战中，稻叶四郎指挥第6师团孤军深入，击溃数十万国军，撕开了武汉的最后一道防线，其指挥能力深受时第11军指挥官冈村宁次的赞许。
1939年9月，稻叶四郎率军参加第一次长沙会战。虽然这场战役以日军的失败告终，但是稻叶四郎仍凭悍勇突破了薛岳的伯陵防线，迫使关麟征的5个军逐次撤退。日军止步长沙后，稻叶四郎接到回国的调令，出任日本东部军司令官，担负东京地区的警备任务与防御作战。
1941年6月，稻叶四郎因为年龄原因转入预备役，直至战争结束。1948年3月，稻叶四郎因病离世，终年62岁。